# Усолка (приток Яйвы)
Усолка (в верховье — Полуденная Усолка) — река в России, протекает в Александровском районе Пермского края. Устье реки находится в 97 км по левому берегу реки Яйва. Длина реки составляет 52 км, площадь бассейна — 359 км². В 27 км от устья принимает слева реку Сусанна.
Река течёт на северо-восток, север, а в нижнем течении поворачивает на северо-запад. Всё течение реки кроме устья проходит по ненаселённой тайге. Впадает в Яйву в селе Усть-Игум километром ниже устья реки Игум. Притоки — Путовка, Нижнее Мочище, Мочище, Долгая, Турунья, Большая Бобровка, Большая Ерёмиха, Поповка (правые); Глубокая, Сусанна, Кожевка, Ярколиха, Меленка, Черенка (левые).

## Данные водного реестра
По данным государственного водного реестра России относится к Камскому бассейновому округу, водохозяйственный участок реки — Кама от города Березники до Камского гидроузла, без реки Косьва (от истока до Широковского гидроузла), Чусовая и Сылва, речной подбассейн реки — бассейны притоков Камы до впадения Белой. Речной бассейн реки — Кама.
Код объекта в государственном водном реестре — 10010100912111100007437.